# ردنر (اوهایو)
ردنر (به انگلیسی: Radnor) یک منطقهٔ مسکونی در ایالات متحده آمریکا است که در اوهایو واقع شده‌است. ردنر ۱٫۸۷ کیلومتر مربع مساحت و ۲۰۱ نفر جمعیت دارد و ۲۸۴٫۹۹ متر بالاتر از سطح دریا واقع شده‌است.